# Прапор Амбазонії
Прапор Амбазонії — це прапор, який використовують у Федеративній Республіці Амбазонія, невизнаній сепаратистській державі в Західній Африці. Спочатку розроблений і прийнятий Національною радою Південного Камеруну в 1999 році, він був повсюдно прийнятий сепаратистськими рухами Амбазонії. 

## Символізм
Відповідно до Керівної ради Амбазонії, компоненти прапора символізують наступне: 
- Синій: Демократію, множинність людей і верховенство права, потенціал для зростання та розвитку, а також віра в Бога.
- Білий: Чистота, прозорість, підзвітність у житті та управлінні, а також нетерпимість до посередності й корупції.
- Голуб: Божі принципи, мир і спокій.
- Зелене листя, яке несе голуб: гарантія хороших новин навіть у бурхливих обставинах, правда та справедливість, обіцянка миру, процвітання, продуктивності та успіху.
- 13 зірок: 13 округів Амбазонії. [3]
- Золотий колір: безцінна цінність усіх 13 округів, збалансований розвиток, справедливість і рівність між округами.
- Політ голуба: фокус на фантазії, важка праця та свобода.

## Інші прапори
- Прапор протекторату Амбас-Бей

(1884–1887)
- Прапор Німецького Камеруну

(1892–1918)
- Прапор Британського Камеруну

(1922–1961)

Прапор протекторату Амбас-Бей (1884–1887)
Прапор Німецького Камеруну (1892–1918)
Прапор Британського Камеруну (1922–1961)
Прапор Федеративної Республіки Камеру (1961–1972)
Прапор Республіки Камерун (1972–дотепер)